# Graubauch-Seeschwalbe
Die Graubauch-Seeschwalbe (Chlidonias albostriatus, Syn.: Sterna albostriata) auch Schwarzstirn-Seeschwalbe ist eine Vogelart aus der Familie der  Seeschwalben (Sternidae). Die Art ist in ihrem neuseeländischen Verbreitungsgebiet auch als Black-fronted Tern, Sea Martin, Ploughboy, Inland Tern oder Riverbed Tern bekannt. Der Name der Māori für den Vogel ist Tarapiroe.

## Erscheinungsbild

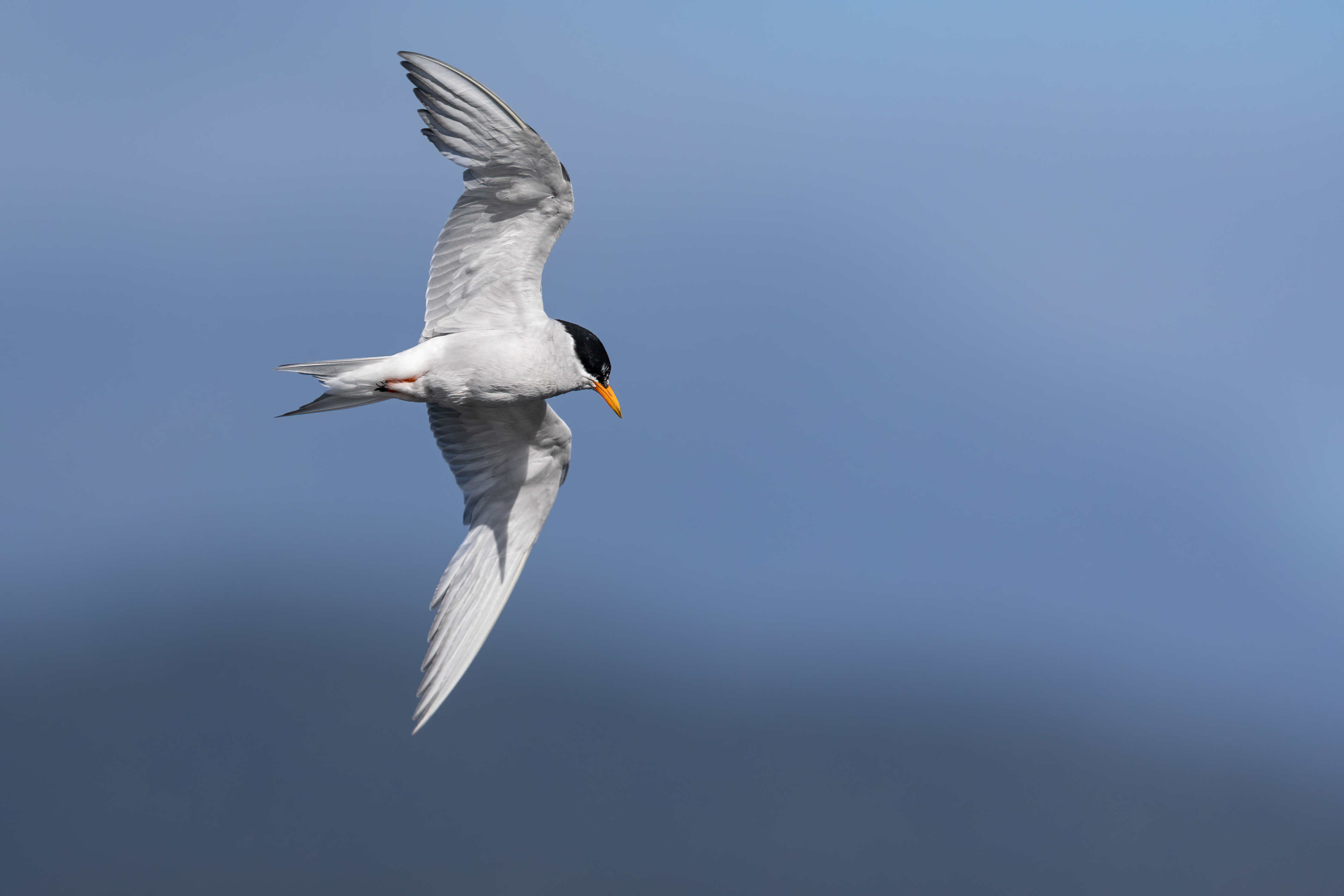
Graubauch-Seeschwalbe im Flug

Die kleine Seeschwalbe erreicht 29 cm Länge. Die erwachsenen Vögel haben ein vorwiegend graues Gefieder mit der für viele Seeschwalben typischen schwarzen Kappe, die sich im Prachtkleid bis zum Schnabel zieht. Unterseite und Bürzel sind weiß und ein schmaler weißer Streifen verläuft unterhalb der Kappe entlang der Wange. Der Schwanz ist kurz und gegabelt. Die sehr kurzen Beine sind, wie der Schnabel im Prachtkleid, hellorange. Die schwarze Kappe zieht sich beim Ruhekleid vom Schnabel zurück, ist dann auf einen Bogen, der sich von Auge zu Auge erstreckt, reduziert und wird weißfleckig. Die Spitze des Schnabels wird im Ruhekleid dunkel.
Jungvögel und immature Vögel sind den adulten Vögeln im Ruhekleid ähnlich, allerdings sind Oberkopf und Nacken kräftig schwarz gestrichelt oder gefleckt und am Rücken sind sie etwas gelbbraun geschuppt. Ihr Schnabel ist dunkelbraun und an der Basis stumpf orange.

## Verbreitung und Lebensraum
Die Art lebt in und um Süßwasserflächen und an Flussufern an der Südspitze der Nordinsel und über einen Großteil der östlichen Südinsel Neuseelands von der Region Marlborough bis Southland und auf Stewart Island. Eine isolierte Population lebt am Buller River und dem Oberlauf des Motueka River im südlichen Nelson. Die Brutgebiete liegen nur auf der Südinsel. Außerhalb der Brutsaison sind sie bis 10 km auf das Meer hinaus auf Nahrungssuche.

## Gefährdung
Die Art wird in der Roten Liste der IUCN als „stark gefährdet“ (Endangered, EN) geführt. Die Bestände sind durch eingeführte Säuger und Vögel bedroht. Darunter  sind Wiesel (Mustela spp.), verwilderte Hauskatzen, Wanderratte, Igel, Hunde und der aus Australien stammende Fuchskusu und der Flötenvogel. Rinder, Schafe und die Freizeitaktivitäten der Menschen stören das Brutgeschäft. Des Weiteren bedrohen Wasserkraftprojekte und Flussbau die Vögel. Die Bestände sind im gesamten Verbreitungsgebiet im Rückgang begriffen.

## Lebensweise

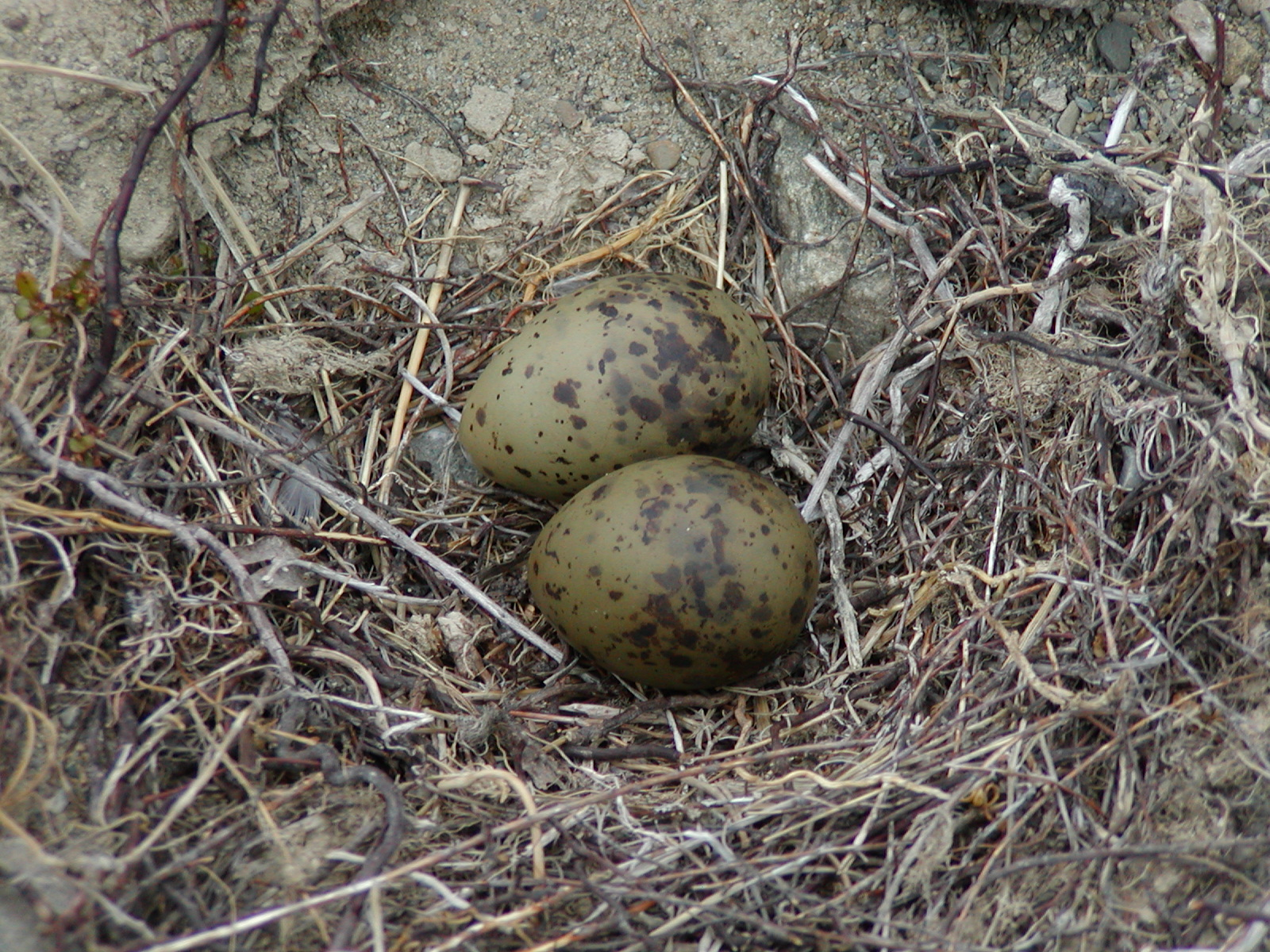
Gelege der Graubauch-Seeschwalbe

Die Graubauch-Seeschwalbe brütet in einer einfachen Nestmulde in Flussbetten. Das Gelege besteht in der Regel aus zwei Eiern. Die Jungen sind nach etwa 30 Tagen flügge.
Die Graubauch-Seeschwalbe frisst im Süßwasser Fische und Wirbellose. Gelegentlich nimmt sie Regenwürmer und andere Wirbellose an Land. Auf See ernährt sich die Graubauch-Seeschwalbe überwiegend von Krebstieren.

## Taxonomie
Die Graubauch-Seeschwalbe wurde erstmals 1845 von George Robert Gray beschrieben. Der Artname ist vom lateinischen albus „weiß“ und striatus „gestreift“ abgeleitet. Sie ist eine von vier Arten von in Sümpfen und nicht an der Küste lebenden Seeschwalben der Gattung Chlidonias. Die Gattung wird von manchen Autoren als Teil der größeren Gattung Sterna angesehen.
Die Art hat mehrere Trivialnamen. Den Namen ploughboy oder ploughman's friend  verdankt sie der Gewohnheit, auf frisch gepflügten Flächen nach Würmern und Raupen zu suchen.